# Felix Pappalardi
Felix A. Pappalardi Jr. (30 décembre 1939 - 17 avril 1983) est un producteur de musique, compositeur, chanteur et bassiste américain. En tant que producteur Pappalardi est connu pour son travail avec le power trio de blues rock psychédélique britannique Cream. Il commence sa collaboration avec le second album, Disraeli Gears. En tant que musicien, il est réputé pour son jeu de basse, son chant, et pour être un des membres fondateurs du groupe de hard rock/heavy metal Mountain.

## Jeunesse
Pappalardi est né dans le Bronx à New York. Musicien de formation classique, il suit des cours à l'Université du Michigan.

## Carrière
En 1964, Pappalardi est membre du groupe Original Rag Quartet (ORQ) de Max Morath ; il participe à leur premier engagement au Village Vanguard à New York en compagnie de divers musiciens célèbres. Aux côtés de Felix Pappalardi au guitarrón (basse acoustique mexicaine) on retrouve le chanteur et pianiste Morath, Barry Kornfeld et Jim Tyler. Les ORQ tournent alors durant l'année suivante sur le circuit des collèges et lycées, et obtiennent quatre engagements dans le show Dinah Shore à Las Vegas et ailleurs.
Pappalardi a étudié la musique classique européenne à l'université du Michigan. Une fois ses études terminées, et de retour à New York, il ne trouve pas de travail et participe à la scène folk de Greenwich Village où il se fait une réputation grâce à ses talents pour l'arrangement ; il fait aussi des apparitions sur les albums de Tom Paxton, Vince Martin et Fred Neil pour Elektra Records. À partir de ce moment il se consacre à la production d'enregistrements, d'abord dans le folk et le folk-rock avec des artistes comme The Youngbloods et Joan Baez. Cependant c'est son travail à la fin des années 1960 avec le groupe Cream qui établit définitivement sa réputation. Il participe en studio et de façon instrumentale sur certaines chansons et créé de arrangements musicaux pour le groupe. Lui et sa femme, Gail, ont écrit avec Eric Clapton un des succès de Cream, Strange Brew.
En 1969, il crée Mountain, en compagnie de Leslie West dont il a produit le premier album solo (également intitulé Mountain). La chanson phare du groupe, Mississippi Queen, est toujours régulièrement diffusée sur les radio rock.

## Fin de vie et mort

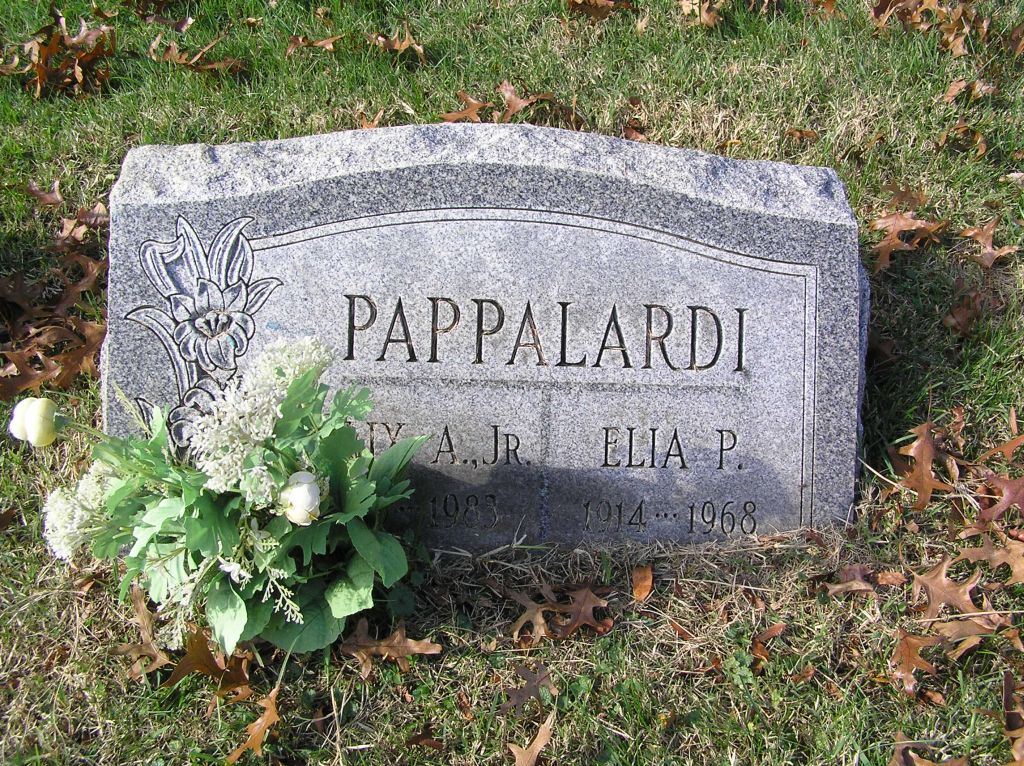
La tombe de Felix Pappalardi au cimetière de Woodlawn dans le Bronx.

Pappalardi est contraint de prendre sa retraite en tant que musicien en raison d'une surdité partielle, très certainement due aux volumes sonores très élevés des concerts de Mountain. Il continue son activité de production durant toutes les années 1970 et sort un album solo avec le groupe japonais de hard rock Blues Creation.
Pappalardi est tué par arme à feu par sa femme Gail Collins Pappalardi, le 17 avril 1983 dans leur appartement du East Side à Manhattan. Gail est accusée de meurtre au second degré. Elle plaide l'accident et est finalement reconnue coupable d'homicide par imprudence. Elle est condamnée à de la prison et libérée sur parole en avril 1985.
Felix Pappalardi est enterré auprès de sa mère au cimetière de Woodlawn du Bronx à New York.

## Discographie
Voir aussi son travail avec le groupe : Mountain.
- 1976 : Creation (en collaboration groupe japonais de  hard rock Blues Creation)
- 1979 : Don't Worry, Ma

### En tant que producteur
- 1967 : The Youngbloods - The Youngbloods
- 1967 : Cream - Disraeli Gears
- 1968 : Bo Grumpus - Before the War
- 1968 : Kensington Market - Avenue Road
- 1968 : Cream - Wheels of Fire
- 1969 : Cream - Goodbye
- 1969 : Kensington Market - Aardvark
- 1969 : Leslie West - Mountain
- 1969 : Jack Bruce - Songs for a Tailor
- 1969 : Jolliver Arkansaw - Home
- 1969 : David Rea - Maverick Child
- 1973 : Bedlam
- 1974 : Back Door - 8th St Nites
- 1975 : The Flock - Inside Out
- 1976 : Natural Gas - Natural Gas
- 1977 : Gasolin' - Killin' Time
- 1977 : Jesse Colin Young - Love on the Wing
- 1978 : The Dead Boys - We Have Come for Your Children
- 1978 : Hot Tuna - Double Dose
- 1982 : George Flowers & Gary Byrd - The Day That Football Died

### Autres participations
- 1963 : Vince Martin et Fred Neil - Tear Down the Walls - guitarrón et chœur
- 1966 : Buffy Sainte-Marie - Little Wheel Spin and Spin - arrangement et direction instrumentale sur Timeless Love
- 1966 : Ian and Sylvia - Play One More - basse
- 1967 : Devil's Anvil - Hard Rock From the Middle East - guitare basse, guitare, tambura, percussions et chant, arrangement et direction musicale
- 1967 : Jackie Washington - Morning Song
- 1968 : Bo Grumpus - Before the War - keyboards, trompette, basse, guitare, percussions, ocarina
- 1968 : Kensington Market - Avenue Road - chant sur Aunt Violet's Knee
- 1969 : Kensington Market - Aardvark - basse, piano, trompette, orgue
- 1969 : Jolliver Arkansaw - Home - claviers, guitare, ocarina et basse sur Hatred Sun
- 1970 : Ian and Sylvia - Greatest Hits - basse
- 1970 : Fred Neil - Little Bit of Rain - basse
- 1971 : John Sebastian - The Four of Us - basse sur Apple Hill
- 1971 : Richard & Mimi Fariña - The Best of Richard & Mimi Fariña - basse
- 1973 : Bedlam - Bedlam - claviers, compositeur de Looking Through Love's Eyes (Busy Dreamin')
- 1975 : The Flock - Inside Out - chœurs sur Straight Home
- 1977 : Jesse Colin Young - Love on the Wing - chœurs et arrangements des instruments à cordes sur Drift Away et Fool, arrangement des cuivres sur Louisiana Highway